# 竹内元康
竹内 元康（たけうち もとやす、1964年8月11日 - ）は、日本のノルディックスキージャンプの元選手で、現在スポーツトレーナー。北海道小樽市生まれ。
同じく元ジャンプ選手の竹内卓哉は実弟。1980年モスクワオリンピック女子体操代表に選ばれていた日向由佳は妻（現・竹内由佳）。

## プロフィール
10歳でジャンプを始め、小樽忍路中学校-小樽北照高校から1983年名門たくぎん入社。しかし、成績不振で1987年退社し引退。1年間行方をくらましていたが1988年に東洋実業グループに入社して現役復帰した。なお、この1年半の間は本人曰く「行方不明の間、ジャンプ選手にとって何が必要かを考え、そのすべてを学習した。」とのことである。
1994年現役引退し、トレーナーに転身。全日本チームのコーチ、トレーナーなどを務める。
一方、ジャンプ放送の解説者を多数務める。
1999年のみなと・おたる国体の際に「来年は私が出ます」と口を滑らせたことが原因で翌年の富山での国体に参加することになり、
岡部孝信、斉藤浩哉、吉岡和也、千葉勝利に道具を借りて挑むも、ブランクと多忙による練習不足のため優勝することが出来なかった。

## 主な競技成績
- 1982.02.12　第31回全国高等学校スキー大会　優勝
- 1982.03.14　第17回雪印杯全日本ジャンプ旭川大会少年組　優勝
- 1982.03.19　第4回クナイスル杯宮の森ナイタージャンプ大会少年組　優勝
- 1982.03.29　第10回野沢温泉ジャンプ大会少年組　優勝
- 1982.12.18　’83デサントカップピヤシリジャンプ大会少年組　優勝
- 1991.12.15　ワールドカップ札幌大会90m級（大倉山）　14位
- 1992.01.11　第19回HTBカップ国際スキージャンプ競技大会　優勝
- 1993.03.14　第27回雪印杯全日本ジャンプ旭川大会成年組　優勝